# ربض مقلم
ربض مقلم (الاسم العلمي:Huernia zebrina) هو نوع غير مؤكد من النباتات يتبع جنس الربض من الفصيلة الدفلية.